# Palaemon semmelinkii
Palaemon semmelinkii is een garnalensoort uit de familie van de Palaemonidae. De wetenschappelijke naam van de soort is voor het eerst geldig gepubliceerd in 1881 door De Man.